# Liste der Baudenkmäler im Wuppertaler Wohnquartier Heckinghausen
Die Liste der Baudenkmäler im Wuppertaler Wohnquartier Heckinghausen enthält die denkmalgeschützten Bauwerke auf dem Gebiet von Wuppertal-Heckinghausen in Nordrhein-Westfalen (Stand: November 2011). Diese Baudenkmäler sind in der Denkmalliste der Stadt Wuppertal eingetragen; Grundlage für die Aufnahme ist das Denkmalschutzgesetz Nordrhein-Westfalen (DSchG NRW).

## Auszug aus der Denkmalliste

### Eingetragene Baudenkmäler
| Bild                    | Bezeichnung                                                        | Lage                                                      | Beschreibung | Bauzeit   | Eingetragen seit   | Denkmal- nummer |
| ----------------------- | ------------------------------------------------------------------ | --------------------------------------------------------- | --- | --------- | ------------------ | --------------- |
| weitere Bilder          | Siedlung (Wohnhausgruppe Thomastraße)                              | Heckinghausen (Siedlung Wohnhausgruppe Thomastraße) Karte | Zur Siedlung Wohnhausgruppe Thomastraße gehören: - Hauffstraße 23, 25, und 27 - Thomastraße 37, 39, 41, 43 und 45 - Werléstraße 50 und 52 |           | 18. April 1996     | 3890            |
| weitere Bilder          | Schulgebäude                                                       | Heckinghausen Ackerstraße 7 Karte                         | |           | 19. November 1992  | 2544            |
| Wohnhaus                | Wohnhaus                                                           | Heckinghausen Ackerstraße 15 Karte                        | |           | 15. Mai 1984       | 26              |
| weitere Bilder          | Kirche (Kirchsaal Ackerstraße)                                     | Heckinghausen Ackerstraße 21 Karte                        | |           | 15. Juli 1994      | 3484            |
| weitere Bilder          | Badeanstalt (Stadtbad)                                             | Heckinghausen Auf der Bleiche 53 Karte                    | durch Umbau zu einem Altenheim 1997 ist die ursprüngliche Nutzung nicht mehr ablesbar                                                     |           | 22. Juli 1992      | 2331            |
| weitere Bilder          | Siedlungshaus (Wohnhausgruppe Thomastraße)                         | Heckinghausen Hauffstraße 23 Karte                        | Bestandteil der Siedlung Wohnhausgruppe Thomastraße. Eine D-Nummer mit Hauffstraße 25 und 27                                              |           | 18. April 1996     | 3890            |
| weitere Bilder          | Siedlungshaus (Wohnhausgruppe Thomastraße)                         | Heckinghausen Hauffstraße 25 Karte                        | Bestandteil der Siedlung Wohnhausgruppe Thomastraße. Eine D-Nummer mit Hauffstraße 23 und 27                                              |           | 18. April 1996     | 3890            |
| weitere Bilder          | Siedlungshaus (Wohnhausgruppe Thomastraße)                         | Heckinghausen Hauffstraße 27 Karte                        | Bestandteil der Siedlung Wohnhausgruppe Thomastraße. Eine D-Nummer mit Hauffstraße 23 und 25                                              |           | 18. April 1996     | 3890            |
| weitere Bilder          | Brücke (Alte Heckinghauser Zollbrücke)                             | Heckinghausen Heckinghauser Straße Karte                  | |           | 5. Mai 1997        | 4052            |
| weitere Bilder          | Villa (Städtische Kindertagesstätte / ehem. Villa Fritz Tillmanns) | Heckinghausen Heckinghauser Straße 96 Karte               | |           | 20. Dezember 1988  | 1509            |
| weitere Bilder          | Wohnhaus                                                           | Heckinghausen Heckinghauser Straße 107 Karte              | |           | 16. September 1988 | 1461            |
| Wohnhaus                | Wohnhaus                                                           | Heckinghausen Kleestraße 44 Karte                         | | 1905/06   | 8. Juli 1993       | 3006            |
| Wohn- und Geschäftshaus | Wohn- und Geschäftshaus                                            | Heckinghausen Kleestraße 45 Karte                         | |           | 22. Januar 1988    | 1219            |
| Wohnhaus                | Wohnhaus                                                           | Heckinghausen Kleestraße 46 Karte                         | | 1904      | 18. März 1988      | 1327            |
| Wohnhaus                | Wohnhaus                                                           | Heckinghausen Kleestraße 47 Karte                         | | um 1905   | 8. Juli 1993       | 3002            |
| weitere Bilder          | Wohnhaus                                                           | Heckinghausen Kleestraße 48 Karte                         | eine D-Nummer mit Kleestraße 50 | um 1890   | 14. März 1989      | 1539            |
| weitere Bilder          | Wohnhaus                                                           | Heckinghausen Kleestraße 49 Karte                         | | 1906      | 16. Juli 1993      | 3013            |
| weitere Bilder          | Wohnhaus                                                           | Heckinghausen Kleestraße 50 Karte                         | eine D-Nummer mit Kleestraße 48 | um 1890   | 14. März 1989      | 1539            |
| weitere Bilder          | Wohnhaus                                                           | Heckinghausen Kleestraße 51 Karte                         | | 1902      | 16. Juli 1993      | 3014            |
| Wohnhaus                | Wohnhaus                                                           | Heckinghausen Kleestraße 52 Karte                         | | 1903/04   | 14. Oktober 1992   | 2498            |
| Wohnhaus                | Wohnhaus                                                           | Heckinghausen Kleestraße 53 Karte                         | | 1906      | 16. Juli 1993      | 3015            |
| weitere Bilder          | Wohnhaus                                                           | Heckinghausen Kleestraße 54 Karte                         | | 1904      | 8. Juli 1993       | 3005            |
| weitere Bilder          | Wohn- und Geschäftshaus                                            | Heckinghausen Kleestraße 55 Karte                         | | 1902      | 20. Juli 1993      | 3019            |
| weitere Bilder          | Wohnhaus                                                           | Heckinghausen Kleestraße 56 Karte                         | | 1905      | 8. Juli 1993       | 3007            |
| Wohnhaus                | Wohnhaus                                                           | Heckinghausen Kleestraße 57 Karte                         | | 1902      | 26. Juli 1993      | 3027            |
| weitere Bilder          | Wohnhaus                                                           | Heckinghausen Kleestraße 62 Karte                         | | 1903      | 6. September 1993  | 3085            |
| weitere Bilder          | Wohnhaus                                                           | Heckinghausen Kleestraße 64 Karte                         | | 1903      | 6. September 1993  | 3084            |
| weitere Bilder          | Wohnhaus                                                           | Heckinghausen Kleestraße 66 Karte                         | | 1902      | 6. September 1993  | 3083            |
| weitere Bilder          | Wohnhaus                                                           | Heckinghausen Kleestraße 69 Karte                         | | 1901      | 6. September 1993  | 3082            |
| weitere Bilder          | Wohnhaus                                                           | Heckinghausen Kleestraße 71 Karte                         | |           | 11. Dezember 1987  | 1231            |
| weitere Bilder          | Wohnhaus                                                           | Heckinghausen Kleestraße 73 Karte                         | | 1901      | 6. September 1993  | 3086            |
| weitere Bilder          | Wohnhaus                                                           | Heckinghausen Kleestraße 75 Karte                         | | 1901      | 14. September 1993 | 3094            |
| weitere Bilder          | Wohnhaus                                                           | Heckinghausen Kleestraße 77 Karte                         | |           | 11. Dezember 1987  | 1232            |
| weitere Bilder          | Wohnhaus                                                           | Heckinghausen Kleestraße 79 Karte                         | | um 1905   | 14. September 1993 | 3095            |
| weitere Bilder          | Wohnhaus                                                           | Heckinghausen Kleestraße 81 Karte                         | | 1900      | 30. Mai 1988       | 1373            |
| weitere Bilder          | Wohnhaus                                                           | Heckinghausen Kleestraße 83 Karte                         | | 1900      | 8. Dezember 1993   | 3221            |
| weitere Bilder          | Wohnhaus                                                           | Heckinghausen Kleestraße 85 Karte                         | | 1900      | 14. September 1993 | 3096            |
| weitere Bilder          | Wohnhaus                                                           | Heckinghausen Krautstraße 49 Karte                        | | 1909      | 11. Oktober 1994   | 3546            |
| weitere Bilder          | Wohnhaus                                                           | Heckinghausen Krautstraße 50 Karte                        | eine D-Nummer mit Krautstraße 52 |           | 13. Juli 1984      | 50              |
| weitere Bilder          | Wohnhaus                                                           | Heckinghausen Krautstraße 51 Karte                        | | 1907      | 12. Juli 1994      | 3460            |
| weitere Bilder          | Wohnhaus                                                           | Heckinghausen Krautstraße 52 Karte                        | eine D-Nummer mit Krautstraße 50 |           | 13. Juli 1984      | 50              |
| weitere Bilder          | Wohnhaus                                                           | Heckinghausen Krautstraße 53 Karte                        | | 1907      | 19. September 1994 | 3528            |
| Wohnhaus                | Wohnhaus                                                           | Heckinghausen Krautstraße 54 Karte                        | |           | 13. Juli 1984      | 51              |
| weitere Bilder          | Wohnhaus                                                           | Heckinghausen Krautstraße 55 Karte                        | |           | 29. März 1985      | 384             |
| weitere Bilder          | Wohnhaus                                                           | Heckinghausen Krautstraße 56 Karte                        | |           | 13. Juli 1984      | 52              |
| Wohnhaus                | Wohnhaus                                                           | Heckinghausen Krautstraße 58 Karte                        | |           | 13. Juli 1984      | 53              |
| weitere Bilder          | Wohnhaus                                                           | Heckinghausen Krautstraße 59 Karte                        | | um 1880   | 11. Februar 1986   | 707             |
| weitere Bilder          | Wohnhaus                                                           | Heckinghausen Krautstraße 60 Karte                        | |           | 13. Juli 1984      | 54              |
| weitere Bilder          | Wohn- und Geschäftshaus                                            | Heckinghausen Krautstraße 61 Karte                        | | 1894      | 15. Juli 1994      | 3476            |
| weitere Bilder          | Wohnhaus                                                           | Heckinghausen Krautstraße 63 Karte                        | eine D-Nummer mit Krautstraße 65 | 1889–94   | 19. Juli 1994      | 3485            |
| weitere Bilder          | Wohnhaus                                                           | Heckinghausen Krautstraße 64 Karte                        | | 1889–94   | 15. Juli 1994      | 3477            |
| weitere Bilder          | Wohnhaus                                                           | Heckinghausen Krautstraße 65 Karte                        | eine D-Nummer mit Krautstraße 63 | 1889–94   | 19. Juli 1994      | 3485            |
| weitere Bilder          | Wohnhaus                                                           | Heckinghausen Krautstraße 66 Karte                        | | 1896      | 30. August 1994    | 3519            |
| weitere Bilder          | Wohn- und Geschäftshaus                                            | Heckinghausen Krautstraße 67 Karte                        | | 1893      | 8. August 1994     | 3497            |
| Wohnhaus                | Wohnhaus                                                           | Heckinghausen Krautstraße 68 Karte                        | | 1896      | 30. August 1994    | 3520            |
| weitere Bilder          | Brücke (Bergisch-Märkische Eisenbahnstrecke)                       | Heckinghausen Lenneper Straße Karte                       | Bestandteil der Bergisch-Märkischen Eisenbahnstrecke                                                                                      |           | 23. November 1994  | 3584            |
| weitere Bilder          | Wohnhaus                                                           | Heckinghausen Linienstraße 22 Karte                       | |           | 25. Juni 1996      | 3948            |
| weitere Bilder          | Schulgebäude (Städtische Grundschule)                              | Heckinghausen Meyerstraße 32 Karte                        | |           | 30. August 1994    | 3521            |
| weitere Bilder          | Gaskessel                                                          | Heckinghausen Mohrenstraße Karte                          | | 1950–1952 | 24. August 1998    | 4087            |
| weitere Bilder          | Wohnhaus                                                           | Heckinghausen Roseggerstraße 10 Karte                     | eine D-Nummer mit Roseggerstraße 12 | 1900      | 15. Oktober 1992   | 2499            |
| weitere Bilder          | Wohnhaus                                                           | Heckinghausen Roseggerstraße 12 Karte                     | eine D-Nummer mit Roseggerstraße 10 | 1900      | 15. Oktober 1992   | 2499            |
| weitere Bilder          | Kontorhaus                                                         | Heckinghausen Roseggerstraße 17 a/b Karte                 | eine D-Nummer mit Roseggerstraße 19, 19a, 21, 21a, 25                                                                                     | 1909      | 11. März 1991      | 1880            |
| weitere Bilder          | Fabrikgebäude                                                      | Heckinghausen Roseggerstraße 19 Karte                     | eine bauliche Einheit und eine D-Nummer mit Roseggerstraße 19a, 21, 21a, 25. Eine D-Nummer mit Roseggerstraße 17a/b                       | 1909      | 11. März 1991      | 1880            |
| weitere Bilder          | Fabrikgebäude                                                      | Heckinghausen Roseggerstraße 19 a Karte                   | eine bauliche Einheit und eine D-Nummer mit Roseggerstraße 19, 21, 21a, 25. Eine D-Nummer mit Roseggerstraße 17a/b                        | 1909      | 11. März 1991      | 1880            |
| weitere Bilder          | Fabrikgebäude                                                      | Heckinghausen Roseggerstraße 21 Karte                     | eine bauliche Einheit und eine D-Nummer mit Roseggerstraße 19, 19a, 21a, 25. Eine D-Nummer mit Roseggerstraße 17a/b                       | 1909      | 11. März 1991      | 1880            |
| weitere Bilder          | Fabrikgebäude                                                      | Heckinghausen Roseggerstraße 21 a Karte                   | eine bauliche Einheit und eine D-Nummer mit Roseggerstraße 19, 19a, 21, 25. Eine D-Nummer mit Roseggerstraße 17a/b                        | 1909      | 11. März 1991      | 1880            |
| weitere Bilder          | Fabrikgebäude                                                      | Heckinghausen Roseggerstraße 25 Karte                     | eine bauliche Einheit und eine D-Nummer mit Roseggerstraße 19, 19a, 21, 21a. Eine D-Nummer mit Roseggerstraße 17a/b                       | 1909      | 11. März 1991      | 1880            |
| weitere Bilder          | Wohn- und Geschäftshaus mit Gaststätte                             | Heckinghausen Rübenstraße 1 Karte                         | | 1904/05   | 2. September 1992  | 2395            |
| Wohnhaus                | Wohnhaus                                                           | Heckinghausen Rübenstraße 2 Karte                         | | um 1900   | 3. November 1986   | 900             |
| Wohnhaus                | Wohnhaus                                                           | Heckinghausen Rübenstraße 3 Karte                         | | um 1904   | 12. August 1992    | 2369            |
| Wohnhaus                | Wohnhaus                                                           | Heckinghausen Rübenstraße 4 Karte                         | | um 1903   | 20. August 1992    | 2379            |
| weitere Bilder          | Wohn- und Geschäftshaus                                            | Heckinghausen Rübenstraße 5 Karte                         | | um 1905   | 26. November 1992  | 2551            |
| weitere Bilder          | Wohnhaus                                                           | Heckinghausen Rübenstraße 6 Karte                         | | 1903      | 12. August 1992    | 2370            |
| Wohnhaus                | Wohnhaus                                                           | Heckinghausen Rübenstraße 7 Karte                         | | 1903      | 20. August 1992    | 2378            |
| Wohnhaus                | Wohnhaus                                                           | Heckinghausen Rübenstraße 8 Karte                         | | 1903      | 2. September 1992  | 2396            |
| Wohnhaus                | Wohnhaus                                                           | Heckinghausen Rübenstraße 9 Karte                         | | 1903/04   | 7. September 1992  | 2405            |
| weitere Bilder          | Wohnhaus                                                           | Heckinghausen Rübenstraße 10 Karte                        | | 1904      | 6. Oktober 1989    | 1651            |
| Wohnhaus                | Wohnhaus                                                           | Heckinghausen Rübenstraße 11 Karte                        | | 1912      | 18. September 1990 | 1818            |
| weitere Bilder          | Wohnhaus                                                           | Heckinghausen Rübenstraße 12 Karte                        | | 1904      | 2. September 1992  | 2388            |
| Wohnhaus                | Wohnhaus                                                           | Heckinghausen Rübenstraße 13 Karte                        | | 1912      | 7. August 1992     | 2359            |
| weitere Bilder          | Wohnhaus                                                           | Heckinghausen Rübenstraße 15 Karte                        | | 1904      | 7. September 1992  | 2415            |
| Wohnhaus                | Wohnhaus                                                           | Heckinghausen Rübenstraße 16 Karte                        | | 1903      | 7. September 1992  | 2406            |
| weitere Bilder          | Wohnhaus                                                           | Heckinghausen Rübenstraße 17 Karte                        | | 1911      | 2. August 1993     | 3042            |
| Wohnhaus                | Wohnhaus                                                           | Heckinghausen Rübenstraße 20 a Karte                      | | um 1900   | 13. August 1996    | 3986            |
| Wohnhaus                | Wohnhaus                                                           | Heckinghausen Rübenstraße 22 Karte                        | | um 1900   | 13. August 1996    | 3985            |
| weitere Bilder          | Pfarrhaus                                                          | Heckinghausen Rübenstraße 23 Karte                        | | um 1895   | 11. Februar 1993   | 2747            |
| Wohnhaus                | Wohnhaus                                                           | Heckinghausen Rübenstraße 24 Karte                        | | um 1895   | 11. November 1994  | 3561            |
| Wohnhaus                | Wohnhaus                                                           | Heckinghausen Rübenstraße 28 Karte                        | | 1890      | 27. August 1996    | 3993            |
| Wohnhaus                | Wohnhaus                                                           | Heckinghausen Rübenstraße 33 Karte                        | | 1896      | 17. Dezember 1992  | 2631            |
| weitere Bilder          | Wohnhaus                                                           | Heckinghausen Rübenstraße 37 Karte                        | |           | 3. Juli 1984       | 37              |
| weitere Bilder          | Wohnhaus                                                           | Heckinghausen Rübenstraße 42 Karte                        | |           | 30. Dezember 1994  | 3633            |
| weitere Bilder          | Schwebebahn-Station (Schwebebahn-Station Wupperfeld)               | Heckinghausen Schwebebahnhof Wupperfeld Karte             | Teil des Denkmals Gesamtanlage Schwebebahn mit der D-Nummer 4035                                                                          |           | 26. Mai 1997       | 4035            |
| weitere Bilder          | Wohnhaus                                                           | Heckinghausen Spiekerstraße 12 a Karte                    | |           | 19. April 1990     | 1745            |
| weitere Bilder          | Siedlungshaus (Wohnhausgruppe Thomastraße)                         | Heckinghausen Thomastraße 37 Karte                        | Bestandteil der Siedlung Wohnhausgruppe Thomastraße                                                                                       |           | 18. April 1996     | 3890            |
| weitere Bilder          | Siedlungshaus (Wohnhausgruppe Thomastraße)                         | Heckinghausen Thomastraße 39 Karte                        | Bestandteil der Siedlung Wohnhausgruppe Thomastraße                                                                                       |           | 18. April 1996     | 3890            |
| weitere Bilder          | Siedlungshaus (Wohnhausgruppe Thomastraße)                         | Heckinghausen Thomastraße 41 Karte                        | Bestandteil der Siedlung Wohnhausgruppe Thomastraße                                                                                       |           | 18. April 1996     | 3890            |
| weitere Bilder          | Siedlungshaus (Wohnhausgruppe Thomastraße)                         | Heckinghausen Thomastraße 43 Karte                        | Bestandteil der Siedlung Wohnhausgruppe Thomastraße                                                                                       |           | 18. April 1996     | 3890            |
| weitere Bilder          | Siedlungshaus (Wohnhausgruppe Thomastraße)                         | Heckinghausen Thomastraße 45 Karte                        | Bestandteil der Siedlung Wohnhausgruppe Thomastraße                                                                                       |           | 18. April 1996     | 3890            |
| weitere Bilder          | Villa                                                              | Heckinghausen Uferstraße 20 Karte                         | |           | 4. Januar 1985     | 239             |
| Wohn- und Geschäftshaus | Wohn- und Geschäftshaus                                            | Heckinghausen Werléstraße 43 Karte                        | |           | 9. November 1998   | 4102            |
| weitere Bilder          | Wohn- und Geschäftshaus                                            | Heckinghausen Werléstraße 45 Karte                        | |           | 13. Februar 1996   | 3857            |
| weitere Bilder          | Wohn- und Geschäftshaus                                            | Heckinghausen Werléstraße 47 Karte                        | |           | 11. Februar 1986   | 708             |
| weitere Bilder          | Siedlungshaus (Wohnhausgruppe Thomastraße)                         | Heckinghausen Werléstraße 50 Karte                        | Bestandteil der Siedlung Wohnhausgruppe Thomastraße                                                                                       |           | 18. April 1996     | 3890            |
| weitere Bilder          | Siedlungshaus (Wohnhausgruppe Thomastraße)                         | Heckinghausen Werléstraße 52 Karte                        | Bestandteil der Siedlung Wohnhausgruppe Thomastraße                                                                                       |           | 18. April 1996     | 3890            |

### Baudenkmäler in Bearbeitung
Folgende Objekte werden noch geprüft oder deren Status ist in der Denkmalliste nicht klar ersichtlich.
| Bild           | Bezeichnung | Lage                                     | Beschreibung          | Bauzeit | Eingetragen seit | Denkmal- nummer |
| -------------- | ----------- | ---------------------------------------- | --------------------- | ------- | ---------------- | --------------- |
| weitere Bilder | Wohnhaus    | Heckinghausen Zur Werther Brücke 7 Karte | Status wird überprüft |         |                  | 0               |

### Ausgetragene Baudenkmäler
| Bild           | Bezeichnung           | Lage                             | Beschreibung | Bauzeit | Eingetragen seit | Denkmal- nummer |
| -------------- | --------------------- | -------------------------------- | --- | ------- | ---------------- | --------------- |
| weitere Bilder | Brücke (Pfälzer Steg) | Heckinghausen Pfälzer Steg Karte | ehem. in Bearbeitung; Abriss erfolgt 9./10. Dezember 2019 Ein (nicht denkmalgerechter) Ersatzneubau aus Stahl wurde im Januar 2023 errichtet. | 1895    |                  | 0               |